# Liste der Baudenkmäler in Fürth/G
Diese Liste ist eine Teilliste der Liste der Baudenkmäler in Fürth. Grundlage der Liste ist die Bayerische Denkmalliste, die auf Basis des bayerischen Denkmalschutzgesetzes vom 1. Oktober 1973 erstmals erstellt wurde und seither durch das Bayerische Landesamt für Denkmalpflege geführt und aktualisiert wird. Die folgenden Angaben ersetzen nicht die rechtsverbindliche Auskunft der Denkmalschutzbehörde.
Dieser Teil der Liste beschreibt die denkmalgeschützten Objekte in folgenden Straßen:
- Gartenstraße
- Gebhardtstraße
- Georgenstraße
- Glückstraße
- Goethestraße
- Gustav-Schickedanz-Straße
- Gustavstraße
- Gutenbergstraße

## Gartenstraße
| Lage                             | Objekt                                                                           | Beschreibung | Akten-Nr.                | Bild                                                        |
| -------------------------------- | -------------------------------------------------------------------------------- | --- | ------------------------ | ----------------------------------------------------------- |
| Gartenstraße 3 (Standort)        | Wohnhaus                                                                         | Dreigeschossiger traufseitiger Sandsteinquaderbau mit Satteldach und Sohlbankgesimsen, klassizistisch, von Johann Michael Zink, 1834/35; Teil des Ensembles Altstadt | D-5-63-000-283 Wikidata  | Wohnhaus                                                    |
| Gartenstraße 4 (Standort)        | Wohnhaus                                                                         | Dreigeschossiger traufseitiger Sandsteinquaderbau mit Satteldach und Fachwerk-Aufzugsgaube, bezeichnet „1733“, 1847 im Inneren umgebaut; Teil des Ensembles Altstadt | D-5-63-000-284 Wikidata  | Wohnhaus                                                    |
| Gartenstraße 6 (Standort)        | Wohnhaus                                                                         | Zweigeschossiger traufseitiger Satteldachbau mit Sandstein-Erdgeschoss, verschiefertem Fachwerk-Obergeschoss und verschiefertem Zwerchhaus mit Giebel, frühes 18. Jahrhundert, Aufstockung in Fachwerk und Umbau 1874; bauliche Gruppe mit Gartenstraße 8/10; Teil des Ensembles Altstadt | D-5-63-000-285 Wikidata  | Wohnhaus                                                    |
| Gartenstraße 7 (Standort)        | Wohnhaus                                                                         | Dreigeschossiger traufseitiger Sandsteinquaderbau mit Satteldach, Sohlbank- und Gurtgesimsen, klassizistisch, von Müller und Johann Wunderlich, 1837; Teil des Ensembles Altstadt | D-5-63-000-286 Wikidata  | Wohnhaus                                                    |
| Gartenstraße 8 (Standort)        | Wohnhaus                                                                         | Zweigeschossiger traufseitiger Satteldachbau mit verputztem Erdgeschoss, verschiefertem Obergeschoss und verschiefertem Zwerchhaus mit Giebel, um 1705; bauliche Gruppe mit Gartenstraße 6/10; Teil des Ensembles Altstadt | D-5-63-000-287 Wikidata  | weitere Bilder                                              |
| Gartenstraße 9 (Standort)        | Wohnhaus                                                                         | Dreigeschossiger traufseitiger Sandsteinquaderbau mit Satteldach, rustiziertem Erdgeschoss und geschweiftem Eisengitterbalkon über Mittelportal, klassizistisch, von Friedrich Schmidt und Meyer, 1839; Teil des Ensembles Altstadt | D-5-63-000-288 Wikidata  | weitere Bilder                                              |
| Gartenstraße 10 (Standort)       | Wohnhaus                                                                         | Dreigeschossiger traufseitiger Satteldachbau mit verputztem Erdgeschoss, verschieferten Obergeschossen und verschiefertem Zwerchhaus mit Giebel, im Kern frühes 18. Jahrhundert, Umbau zu Wohnhaus wohl zweite Hälfte 18. Jahrhundert; bauliche Gruppe mit Gartenstraße 6/8; Teil des Ensembles Altstadt | D-5-63-000-289 Wikidata  | Wohnhaus                                                    |
| Gartenstraße 11 / 11a (Standort) | Ehemalige Grüner-Bräu                                                            | Ehemaliges Brauereigebäude, jetzt Wohn- und Geschäftshaus, viergeschossiger traufseitiger Putzbau mit Satteldach, am Ostende Eckpavillon mit Walmdach, Sandsteinverkleidung, Eckrustika und Erker mit Steinrelief, in historisierenden Formen, im Kern 1863–65, von Peringer und Rogler umgebaut, bezeichnet „1928“, erneuter Umbau und Entkernung 1990 Rustizierter Torpfeiler, Sandstein, östlich anschließend, um 1928; vgl. Gartenstraße 13/13a und 16/18; Teil des Ensembles Altstadt | D-5-63-000-290 Wikidata  | weitere Bilder                                              |
| Gartenstraße 12 (Standort)       | Wohnhaus                                                                         | Dreigeschossiger traufseitiger Sandsteinquaderbau mit Satteldach und verputztem Zwerchhaus, 18. Jahrhundert, Zwerchhaus wohl 19. Jahrhundert Rückflügel, dreigeschossiger, traufseitiger und verputzter Fachwerkbau mit Satteldach, 18. Jahrhundert Teil des Ensembles Altstadt | D-5-63-000-291 Wikidata  | Wohnhaus                                                    |
| Gartenstraße 13 / 13a (Standort) | Ehemalige Grüner-Bräu, ehemaliges Wohnhaus, dann Brauereigebäude, jetzt Wohnhaus | Viergeschossiger Putzbau mit Satteldach, am Westende ehemaliges Sudhaus, erhöht mit Sandsteinfassade, im Kern von Andreas Korn, 1845, um 1905 zu Brauerei umgebaut, 1991 entkernt; zu Gartenstraße 11/11a gehörig; Teil des Ensembles Altstadt | D-5-63-000-1664 Wikidata | weitere Bilder                                              |
| Gartenstraße 15 (Standort)       | Wohnhaus                                                                         | Dreigeschossiger traufseitiger Sandsteinquaderbau mit Satteldach, Konsoltraufgesims und Zwerchhaus mit flachem Dreiecksgiebel, spätklassizistisch, wohl von Johann Georg Hofmann, 1868; Teil des Ensembles Altstadt | D-5-63-000-292 Wikidata  | Wohnhaus                                                    |
| Gartenstraße 16 / 18 (Standort)  | Ehemalige Grüner-Bräu, ehemaliges Brauerei- und Wohngebäude                      | Langgestreckter, zweigeschossiger Sandsteinbau mit Walmdach, Sohlbankgesims und Lisenengliederung, spätklassizistisch, von Paulus Müller, 1879/80; Teil des Ensembles Altstadt | D-5-63-000-293 Wikidata  | Ehemalige Grüner-Bräu, ehemaliges Brauerei- und Wohngebäude |
| Gartenstraße 17 (Standort)       | Ehemaliges Gasthaus Zum Weißen Rößl                                              | Dreigeschossiger Sandsteinquaderbau in Ecklage mit Walmdach, von Friedrich Kopp, 1817; Teil des Ensembles Altstadt | D-5-63-000-294 Wikidata  | Ehemaliges Gasthaus Zum Weißen Rößl                         |

## Gebhardtstraße
| Lage                             | Objekt                                      | Beschreibung | Akten-Nr.               | Bild                                        |
| -------------------------------- | ------------------------------------------- | --- | ----------------------- | ------------------------------------------- |
| Gebhardtstraße 1 (Standort)      | Ehemaliges Nebengebäude und Hopfenlagerhaus | Dreigeschossiger traufseitiger Sandsteinquaderbau mit Satteldach und Sohlbankgesims, in klassizistischer Tradition, von Evora und Meyer, 1873/74. Nebengebäude von Bahnhofplatz 8 | D-5-63-000-297 Wikidata | Ehemaliges Nebengebäude und Hopfenlagerhaus |
| Gebhardtstraße 3 (Standort)      | Wohnhaus                                    | Dreigeschossiger traufseitiger Sandsteinquaderbau mit Satteldach, Balkongruppe mit Pfeilern und Zwerchhaus, spätklassizistisch, von Johann Söhnlein, um 1873 Rückgebäude, zweigeschossiger Sandsteinquaderbau mit Pultdach, gleichzeitig Rückgebäude, zweigeschossiger Sandsteinquaderbau mit Pultdach, letztes Viertel 19. Jahrhundert                                                                                         | D-5-63-000-298 Wikidata | weitere Bilder                              |
| Gebhardtstraße 5 / 5a (Standort) | Wohn- und Geschäftshaus                     | Viergeschossiger traufseitiger Satteldachbau mit sehr reich gegliederter Sandsteinfassade mit zwei kleinen Zwerchgiebeln, rustiziertem Erdgeschoss und zwei Erkern mit dazwischen eingespannten Balkonen, in neubarocken Formen, 1893/94 Ehemaliges Fabrikgebäude im Hof, viergeschossiger Backsteinbau mit Pultdach, von Adam Egerer, 1898 Ehemaliges Comptoirgebäude im Hof, viergeschossiger Backsteinbau mit Pultdach, 1898 | D-5-63-000-299 Wikidata | weitere Bilder                              |
| Gebhardtstraße 7 (Standort)      | Mietshaus                                   | Dreigeschossiger traufseitiger Satteldachbau mit Sandsteinfassade mit von Lisenen begrenztem Mittelteil, spätklassizistisch, von Philipp Krieger, 1866 | D-5-63-000-300 Wikidata | weitere Bilder                              |
| Gebhardtstraße 13 (Standort)     | Mietshaus in Ecklage                        | Dreigeschossiger Satteldachbau mit Sandsteinfassade, Neurenaissance, von Johann Söhnlein, 1876 | D-5-63-000-303 Wikidata | Mietshaus in Ecklage                        |
| Gebhardtstraße 25 (Standort)     | Wohn- und Geschäftshaus                     | Dreigeschossiger Mansarddachbau mit reich gegliederter Sandsteinfassade mit rustiziertem Erdgeschoss und Seitenrisalit, Neurenaissance, von Leonhard Gran, 1882 | D-5-63-000-304 Wikidata | weitere Bilder                              |
| Gebhardtstraße 49 (Standort)     | Mietshaus in Ecklage                        | Viergeschossiger Mansardwalmdachbau mit rustiziertem Sandsteinerdgeschoss, Putz- und Sandsteingliederung, Sandsteinerker und polygonalem Eckerkerturm, Jugendstil, von Bräutigam und Wiessner, 1904/05 Eisengittertor, gleichzeitig; bauliche Gruppe mit Pickertstraße 1 | D-5-63-000-305 Wikidata | weitere Bilder                              |

## Georgenstraße
| Lage                        | Objekt               | Beschreibung | Akten-Nr.               | Bild |
| --------------------------- | -------------------- | --- | ----------------------- | ---- |
| Georgenstraße 41 (Standort) | Mietshaus in Ecklage | Hauptfront dreigeschossig mit Sandsteinfassade, Eckzwerchhaus und Mansarddach, Seitenfront viergeschossig mit Backsteinfassade und Sandsteingliederung, im Neu-Nürnberger-Stil und Neurenaissance, von Konrad Eras, 1899 | D-5-63-000-306 Wikidata | BW   |

## Glückstraße
| Lage                      | Objekt               | Beschreibung | Akten-Nr.               | Bild                 |
| ------------------------- | -------------------- | --- | ----------------------- | -------------------- |
| Glückstraße 5 (Standort)  | Mietshaus            | Viergeschossiger traufseitiger Satteldachbau mit Sandsteinfassade, Mittelerker, Zwerchhaus und verputztem Fachwerk-Dachgeschoss, im Neu-Nürnberger-Stil, von Gustav Hübler, 1902 Rückgebäude, zweigeschossiger Putzbau mit Mansarddach, gleichzeitig | D-5-63-000-307 Wikidata | BW                   |
| Glückstraße 10 (Standort) | Mietshaus            | Viergeschossiger traufseitiger Satteldachbau mit Sandsteinfassade, rustiziertem Erdgeschoss, Neurenaissance, von Johann Gran, 1891/92 | D-5-63-000-308 Wikidata | Mietshaus            |
| Glückstraße 11 (Standort) | Mietshaus            | Viergeschossiger Mansarddachbau mit Sandsteinfassade, Mittelerker, Gurtgesims und Dachgauben mit Spitzhelmen, im Neu-Nürnberger-Stil, von Fritz Walter, 1905                                                                                         | D-5-63-000-309 Wikidata | BW                   |
| Glückstraße 12 (Standort) | Mietshaus in Ecklage | Viergeschossiger Satteldachbau auf spitzwinkeligem Grundriss mit Backsteinfassade mit Sandsteinerdgeschoss, -gliederung und breit abgeschrägter Ecke, Neurenaissance, von Johann Gran, 1890/91                                                       | D-5-63-000-310 Wikidata | Mietshaus in Ecklage |
| Glückstraße 13 (Standort) | Mietshaus in Ecklage | Viergeschossiger Satteldachbau auf spitzwinkeligem Grundriss mit Sandsteinfassade mit hohem Schweifgiebel über der breit abgeschrägten Ecke, im Neu-Nürnberger-Stil, von Fritz Walter, 1904                                                          | D-5-63-000-311 Wikidata | BW                   |

## Goethestraße
| Lage                                                 | Objekt                                              | Beschreibung | Akten-Nr.                | Bild           |
| ---------------------------------------------------- | --------------------------------------------------- | --- | ------------------------ | -------------- |
| Goethestraße 1 (Standort)                            | Mietshaus                                           | Dreigeschossiger traufseitiger Satteldachbau mit Sandsteinfassade, flachem Mittelrisalit und Dachgauben, frühe Neurenaissance, um 1880/81 Im Hof Remise mit Holzschuppen, erdgeschossiger Sandsteinbau mit Pultdach, gleichzeitig | D-5-63-000-312 Wikidata  | weitere Bilder |
| Goethestraße 2 (Standort)                            | Ehemaliges Geschäftshaus mit Werkstatt und Comptoir | Dreigeschossiger traufseitiger Satteldachbau mit reich gegliederter Sandsteinfassade, Neurenaissance, wohl von Ludwig Schmitz, 1887, Umbau zu Wohnhaus von Bräutigam und Wiessner, 1912/13 Rückgebäude, zweigeschossiger Fachwerkbau mit Ziegelausfachung und Pultdach, wohl um 1887; bauliche Gruppe mit Goethestraße 4 und Eckhaus Nürnberger Straße 27           | D-5-63-000-313 Wikidata  | BW             |
| Goethestraße 4 (Standort)                            | Mietshaus                                           | Dreigeschossiger Mansarddachbau mit reich gegliederter Sandsteinfassade und Dachgauben, Neurenaissance, wohl von Ludwig Schmitz, um 1883/84; bauliche Gruppe mit Goethestraße 2 und Eckhaus Nürnberger Straße 27 | D-5-63-000-1759 Wikidata | BW             |
| Goethestraße 5 (Standort)                            | Mietshaus                                           | Viergeschossiger traufseitiger Satteldachbau mit Sandsteinfassade, rustiziertem Erdgeschoss, Sohlbankgesimsen und Konsoltraufgesims, frühe Neurenaissance, 1885 | D-5-63-000-314 Wikidata  | weitere Bilder |
| Goethestraße 6 (Standort)                            | Mietshaus                                           | Dreigeschossiger Mansarddachbau mit reich gegliederter Sandsteinfassade mit rustiziertem Erdgeschoss, Neurenaissance, von Max Haubrich, 1884; bauliche Gruppe mit Goethestraße 8/10 | D-5-63-000-1760 Wikidata | BW             |
| Goethestraße 7/Otto-Seeling-Promenade 10a (Standort) | Ehemaliger Hopfenhandel in Hoflage                  | Ehemaliges Kontor- und Wohngebäude, zweigeschossige Sandsteinquaderbau mit einhüftigem Mansardwalmdach und kleinem Verbindungsbau mit Pultdach Ehemalige Lagerhalle, dreigeschossiger Mansarddachbau aus Ziegelsteinen und Sandsteinquadern mit rückwärtigen Dörre- und Schwefelräumen; sämtlich von Leonhard Gran, 1883                                            | D-5-63-000-1702 Wikidata | BW             |
| Goethestraße 8 (Standort)                            | Mietshaus                                           | Dreigeschossiger Mansarddachbau mit reich gegliederter Sandsteinfassade, rustiziertem Erdgeschoss und Ladenfront, Neurenaissance, von Max Haubrich, bezeichnet „1886“, Jugendstil-Ladenfront um 1900 Rückgebäude, Wohn- und Waschhaus, winkelförmiger, zweigeschossiger Backsteinbau mit Pultdach, von Max Haubrich, 1886–88; bauliche Gruppe mit Goethestraße 6/10 | D-5-63-000-315 Wikidata  | BW             |
| Goethestraße 10 (Standort)                           | Mietshaus                                           | Dreigeschossiger Mansarddachbau mit reich gegliederter Sandsteinfassade mit rustiziertem Erdgeschoss, Neurenaissance, von Max Haubrich, 1888/89 Rückgebäude, zweigeschossiger Backsteinbau mit Mansarddach und verputztem Erdgeschoss, gleichzeitig Schuppen, erdgeschossiger Sandsteinbau mit Pultdach, gleichzeitig; bauliche Gruppe mit Goethestraße 6/8         | D-5-63-000-1761 Wikidata | BW             |
| Goethestraße 11 (Standort)                           | Mietshaus                                           | Viergeschossiger traufseitiger Satteldachbau mit Sandsteinfassade mit rustiziertem Erdgeschoss und knappem Zahnschnitt-Traufgesims, frühe Neurenaissance, von Johann Michael Horneber, 1889 | D-5-63-000-316 Wikidata  | weitere Bilder |
| Goethestraße 12 (Standort)                           | Mietshaus                                           | Viergeschossiger traufseitiger Satteldachbau mit Sandsteinfassade mit rustiziertem Erdgeschoss, Sohlbankgesimsen und Konsoltraufgesims, Neurenaissance, wohl von Wolfgang Müller, 1885 | D-5-63-000-317 Wikidata  | weitere Bilder |
| Goethestraße 16 (Standort)                           | Mietshaus                                           | Dreigeschossiger Mansarddachbau mit reich gegliederter Sandsteinfassade mit rustiziertem Erdgeschoss, Neurenaissance, von Fritz Walter, 1891/92 Rückgebäude, ein- und dreigeschossiger, teils verputzter Backsteinbau mit Pultdach, gleichzeitig; bauliche Gruppe mit Goethestraße 18                                                                               | D-5-63-000-318 Wikidata  | BW             |
| Goethestraße 18 (Standort)                           | Mietshaus                                           | Viergeschossiger traufseitiger Satteldachbau mit reich gegliederter Sandsteinfassade mit rustiziertem Erdgeschoss, Neurenaissance, von Fritz Walter, 1891 Rückgebäude, dreigeschossiger, teils verputzter Backsteinbau mit Pultdach, gleichzeitig Remise im Hof, erdgeschossiger Putzbau mit Flachdach, gleichzeitig; bauliche Gruppe mit Goethestraße 16           | D-5-63-000-1762 Wikidata | weitere Bilder |

## Gustav-Schickedanz-Straße
| Lage                                     | Objekt              | Beschreibung | Akten-Nr.               | Bild           |
| ---------------------------------------- | ------------------- | --- | ----------------------- | -------------- |
| Gustav-Schickedanz-Straße 1/3 (Standort) | Doppelwohnhaus      | Dreigeschossiger traufseitiger Flachsatteldachbau mit symmetrisch gestalteter Sandsteinfassade mit flachen Risaliten mit Dreiecksgiebeln, spätklassizistisch, von Leonhard Gran, 1865/66 | D-5-63-000-319 Wikidata | BW             |
| Gustav-Schickedanz-Straße 5 (Standort)   | Wohnhaus in Ecklage | Viergeschossiger Satteldachbau mit Sandsteinfassaden, Stufenfriesen und Stichbogenfenstern, spätklassizistisch, von Caspar Gran und Friedrich Weltrich, 1845, Aufstockung von Egerer und Richter, 1887 | D-5-63-000-320 Wikidata | BW             |
| Gustav-Schickedanz-Straße 7 (Standort)   | Wohnhaus            | Dreigeschossiger, traufständiger Satteldachbau mit Sandsteinfassade, sehr flachen Seitenrisaliten und Balkon auf Konsolen, in spätklassizistischen Formen, von Wilhelm Evora, 1874 Zugehörig Rückgebäude, Wohnhaus, dreigeschossiger Sandsteinbau mit Pultdach, gleichzeitig; bauliche Gruppe mit Gustav-Schickedanz-Straße 9 | D-5-63-000-321 Wikidata | BW             |
| Gustav-Schickedanz-Straße 8 (Standort)   | Wohnhaus            | Viergeschossiger, traufständiger und palastartig proportionierter Satteldachbau mit Sandsteinfassade und Mittelrisalit mit Flachgiebel, in spätklassizistischen Formen, von Johann Michael Zink, 1869 | D-5-63-000-322 Wikidata | weitere Bilder |
| Gustav-Schickedanz-Straße 9 (Standort)   | Wohnhaus            | Dreigeschossiger, traufständiger Satteldachbau mit Sandsteinfassade und sehr flachen Seitenrisaliten, in spätklassizistischen Formen, von Wilhelm Evora, 1874; bauliche Gruppe mit Gustav-Schickedanz-Straße 7 | D-5-63-000-323 Wikidata | BW             |
| Gustav-Schickedanz-Straße 10 (Standort)  | Mietshaus           | Viergeschossiger, traufständiger Satteldachbau mit Sandsteinfassade und Lisenengliederung, in spätklassizistischen Formen, von Leonhard Gran, 1868/69; bauliche Gruppe mit Bahnhofplatz 2 und 3 | D-5-63-000-324 Wikidata | BW             |
| Gustav-Schickedanz-Straße 11 (Standort)  | Wohnhaus in Ecklage | Dreigeschossiger Sandsteinbau mit Satteldach und polygonalem Eckerker, in spätklassizistischen Formen, von Johann Michael Zink, 1870 | D-5-63-000-325 Wikidata | BW             |

## Gustavstraße
| Lage                              | Objekt                                            | Beschreibung | Akten-Nr.                | Bild                                              |
| --------------------------------- | ------------------------------------------------- | --- | ------------------------ | ------------------------------------------------- |
| Gustavstraße 1 (Standort)         | Wohnhaus mit Gaststätte                           | Zweigeschossiger, giebelständiger und verputzter Fachwerkbau mit Satteldach, um 1700; Teil des Ensembles Altstadt | D-5-63-000-1586 Wikidata | Wohnhaus mit Gaststätte                           |
| Gustavstraße 3/5 (Standort)       | Wohnhaus                                          | Zweigeschossiger, giebelständiger und verputzter Satteldachbau mit traufseitig vorkragendem Obergeschoss, 17./18. Jahrhundert Rückgebäude, schmaler, dreigeschossiger Putzbau mit Satteldach, 17./18. Jahrhundert; Teil des Ensembles Altstadt | D-5-63-000-327 Wikidata  | weitere Bilder                                    |
| Gustavstraße 4 (Standort)         | Wohnhaus                                          | Dreigeschossiger traufseitiger Satteldachbau mit Sandsteinfassade, rustiziertem Erdgeschoss, Sohlbankgesimsen und Konsoltraufgesims, klassizistisch, von Johann Michael Zink und Johann Wunderlich, 1838, spätklassizistischer Dekor später; Teil des Ensembles Altstadt | D-5-63-000-328 Wikidata  | Wohnhaus                                          |
| Gustavstraße 7 (Standort)         | Ehemalige Gaststätte „Gockerla“                   | Zweigeschossiger traufseitiger Satteldachbau in Ecklage mit verputztem Fachwerkobergeschoss, 17./18. Jahrhundert, Umbau 1889; Teil des Ensembles Altstadt | D-5-63-000-1587 Wikidata | Ehemalige Gaststätte „Gockerla“                   |
| Gustavstraße 9 (Standort)         | Wohnhaus in Ecklage                               | Zweigeschossiger Sandsteinquaderbau mit Mansardwalmdach und zwei Neurenaissance-Zwerchgiebel mit Voluten, frühes 18. Jahrhundert, partieller Wiederaufbau nach Brand und Umbau von Caspar Gran und Johann Georg Schmidt, 1844, Dachumbau mit Zwerchgiebeln von Fritz Walter, 1900/01; Teil des Ensembles Altstadt | D-5-63-000-330 Wikidata  | Wohnhaus in Ecklage                               |
| Gustavstraße 10 (Standort)        | Wohnhaus an Straßengabelung                       | Dreiseitig freistehender, dreigeschossiger Walmdachbau mit Sandsteinmauerwerk und verputztem Fachwerkobergeschoss, von Georg Eckart und Johann Nikolaus Wunderlich, 1798, Erweiterung nach Nordwest von Johann Wunderlich, 1806, Aufstockung später; Teil des Ensembles Altstadt | D-5-63-000-331 Wikidata  | Wohnhaus an Straßengabelung                       |
| Gustavstraße 11 (Standort)        | Wohnhaus                                          | Dreigeschossiger Sandsteinquaderbau mit Walmdach, Zwerchhaus mit Volutengiebel und Neurenaissance-Ladenfront, hofseitig in Fachwerk, erste Hälfte 18. Jahrhundert, Ladenfront spätes 19. Jahrhundert; Teil des Ensembles Altstadt | D-5-63-000-332 Wikidata  | Wohnhaus                                          |
| Gustavstraße 12 / 14 (Standort)   | Mietshausgruppe in Ecklage                        | Dreigeschossiger Mansarddachbau mit reich gegliederter Sandsteinfassade, rustiziertem Erdgeschoss, Zwerchhäusern mit Ziergiebeln, Eckturmerker und gusseiserner Ladenfront, Neurenaissance, von Georg Kißkalt, bezeichnet „1888“ Rückgebäude, dreigeschossiger Backsteinbau mit Mansarddach, gleichzeitig Nebengebäude, erdgeschossiger Backsteinbau mit Pultdach, gleichzeitig; bauliche Gruppe mit Mühlstraße 1/3/5, Baldstraße 1–6 und Untere Fischerstraße 1/3; Teil des Ensembles Altstadt | D-5-63-000-333 Wikidata  | Mietshausgruppe in Ecklage                        |
| Gustavstraße 13 (Standort)        | Wohnhaus                                          | Dreigeschossiger, traufseitiger Fachwerkbau mit Mansarddach, verputztem Erdgeschoss, zweigeschossigen hölzernen Hofgalerien und dreigeschossigem, traufseitigem Rückflügel mit Satteldach, 18. Jahrhundert Rückgebäude, zweigeschossiger traufseitiger Sandsteinbau mit Satteldach und Giebelzwerchhaus, 19. Jahrhundert; Teil des Ensembles Altstadt | D-5-63-000-334 Wikidata  | Wohnhaus                                          |
| Gustavstraße 15 (Standort)        | Gasthaus Würzburger Fischhäusla                   | Zweigeschossiger traufseitiger Satteldachbau mit Sandsteinerdgeschoss, seitlicher Sandsteingiebelfront, traufseitigem Fachwerkobergeschoss, Fachwerkzwerchhaus und zwei Fachwerkschleppgauben, um 1700, Schleppgauben von Bräutigam und Wiessner, 1910; Teil des Ensembles Altstadt | D-5-63-000-336 Wikidata  | Gasthaus Würzburger Fischhäusla                   |
| Gustavstraße 16 / 18 (Standort)   | Wohnhaus in Ecklage                               | Dreigeschossiger, teilweise verputzter oder verschieferter Sandsteinquaderbau mit Satteldach, rustiziertem Erdgeschoss und Korbbogentoren, erste Hälfte 18. Jahrhundert, Aufstockung von Johann Michael Zink und Simon Gieß, 1862 Rückgebäude, wohl ehemalige Remise, erdgeschossiger traufseitiger Sandsteinquaderbau mit Satteldach und Aufzugsgaube, 18./19. Jahrhundert Rückgebäude, langgestreckter, zweigeschossiger und traufseitiger Sandsteinquaderbau mit Satteldach, verschiefertem Fachwerkobergeschoss und Aufzugsgauben, im Kern 18. Jahrhundert, Erweiterung und Aufstockung von Johann Michael Zink und Simon Gieß, 1862 Rückgebäude, wohl ehemalige Gerberei, zweigeschossiger Mansarddachbau mit Sandsteinfassade, Dachgauben und hohem Backsteinschornstein, wohl letztes Viertel 19. Jahrhundert Dahinter wohl ehemaliger Fabriktrakt, wohl letztes Viertel 19. Jahrhundert; Teil des Ensembles Altstadt | D-5-63-000-337 Wikidata  | Wohnhaus in Ecklage                               |
| Gustavstraße 17 (Standort)        | Wohnhaus in Hoflage                               | Dreigeschossiger traufseitiger Satteldachbau mit zwei vorkragenden, verschieferten Fachwerkobergeschossen, 18. Jahrhundert; Teil des Ensembles Altstadt | D-5-63-000-338 Wikidata  | Wohnhaus in Hoflage                               |
| Gustavstraße 23 (Standort)        | Wohnhaus in Hoflage                               | Hakenförmiger zweigeschossiger Sandsteinquaderbau mit Satteldach und z. T. verschiefertem Fachwerkobergeschoss und -giebel, 18. Jahrhundert, Verschieferung spätes 19. Jahrhundert; Teil des Ensembles Altstadt | D-5-63-000-340 Wikidata  | Wohnhaus in Hoflage                               |
| Gustavstraße 24 (Standort)        | Wohnhaus in Hoflage                               | Zweigeschossiger traufseitiger Satteldachbau mit Fachwerkobergeschoss und Aufzugserker, erste Hälfte 18. Jahrhundert; Teil des Ensembles Altstadt | D-5-63-000-341 Wikidata  | BW                                                |
| Gustavstraße 27 (Standort)        | Wohnhaus in Ecklage                               | Zweigeschossiger giebelständiger Sandsteinquaderbau mit Satteldach, Fachwerkgiebel und traufseitig verschiefertem Obergeschoss, 18. Jahrhundert; Teil des Ensembles Altstadt | D-5-63-000-342 Wikidata  | weitere Bilder                                    |
| Gustavstraße 28 (Standort)        | Wohnhaus in Ecklage                               | Dreigeschossiger Sandsteinquaderbau mit Ecklisenen und Mansardwalmdach, spätbarock, Mitte 18. Jahrhundert; Teil des Ensembles Altstadt | D-5-63-000-343 Wikidata  | Wohnhaus in Ecklage                               |
| Gustavstraße 29 (Standort)        | Wohnhaus                                          | Zweigeschossiger giebelständiger Sandsteinquaderbau mit Satteldach und hohem Schweifgiebel mit eckigen Voluten und Gurtgesimsen, wohl von Georg Eckart, Anfang 19. Jahrhundert Rückgebäude, dreigeschossiger traufseitiger Satteldachbau mit rustiziertem Sandsteinerdgeschoss und Backsteinobergeschossen, wohl zweite Hälfte 19. Jahrhundert; Teil des Ensembles Altstadt | D-5-63-000-344 Wikidata  | Wohnhaus                                          |
| Gustavstraße 30 (Standort)        | Wohnhaus                                          | Schmaler, dreigeschossiger und giebelständiger Satteldachbau mit verputzter, gequaderter Giebelfront und neugotischen Spitzbogenöffnungen im Erdgeschoss, von Johann Korn, 1827, im Kern 17./18. Jahrhundert; Teil des Ensembles Altstadt | D-5-63-000-345 Wikidata  | Wohnhaus                                          |
| Gustavstraße 32 (Standort)        | Wohnhaus in Ecklage                               | Zweigeschossiger giebelständiger Sandsteinquaderbau mit Volutengiebel, 1693; Teil des Ensembles Altstadt | D-5-63-000-346 Wikidata  | Wohnhaus in Ecklage                               |
| Gustavstraße 33 (Standort)        | Wohnhaus in Ecklage                               | Zweigeschossiger traufseitiger Satteldachbau mit Sandsteinerdgeschoss, Fachwerkobergeschoss, Fachwerk-Aufzugserker und verschiefertem Seitengiebel und Rückflügel, 18. Jahrhundert; Teil des Ensembles Altstadt | D-5-63-000-347 Wikidata  | Wohnhaus in Ecklage                               |
| Gustavstraße 34 (Standort)        | Gasthof „Grüner Baum“                             | Zweigeschossiger giebelständiger Sandsteinquaderbau in Ecklage mit Satteldach und eckigen, vasenbesetzten Giebelvoluten, um 1800, Erdgeschoss wohl 17. Jahrhundert Ausleger, Schmiedeeisen, neuklassizistisch Gedenktafel für König Gustav Adolf von Schweden, Sandstein; Teil des Ensembles Altstadt | D-5-63-000-348 Wikidata  | weitere Bilder                                    |
| Gustavstraße 35 (Standort)        | Wohnhaus                                          | Dreigeschossiger traufseitiger Sandsteinquaderbau mit Satteldach, rustiziertem Erdgeschoss, Portalverdachung und Jugendstil-Ladenfront, klassizistisch, von Friedrich Schmidt, 1836, Ladenfront 1908; Teil des Ensembles Altstadt | D-5-63-000-349 Wikidata  | Wohnhaus                                          |
| Gustavstraße 36 (Standort)        | Wohnhaus mit Gaststätte „Pfeifndurla“             | Zweigeschossiger traufseitiger Putzbau mit Satteldach, Zwerchhaus, Konsoltraufgesims und neuklassizistischem Stuckdekor, im Kern spätes 18. Jahrhundert, Umbau 1868; Stuckdekor frühes 20. Jahrhundert; Teil des Ensembles Altstadt | D-5-63-000-350 Wikidata  | Wohnhaus mit Gaststätte „Pfeifndurla“             |
| Gustavstraße 37 (Standort)        | Wohnhaus                                          | Zweigeschossiger, giebelständiger und verputzter Mansarddachbau mit Sandstein-Volutengiebel, 18. Jahrhundert, Dachumbau mit Volutengiebel 1890; Teil des Ensembles Altstadt | D-5-63-000-351 Wikidata  | Wohnhaus                                          |
| Gustavstraße 38 (Standort)        | Mietshaus                                         | Schmaler, dreigeschossiger Putzbau mit Mansarddach, Neurenaissance, Umbau und Aufstockung von Fritz Walter, 1889; Teil des Ensembles Altstadt | D-5-63-000-352 Wikidata  | Mietshaus                                         |
| Gustavstraße 39 (Standort)        | Ehemaliges Gasthaus „Zur Sonnenblume“             | Dreigeschossiger giebelständiger Sandsteinquaderbau mit Satteldach, Sohlbankgesimsen und Volutengiebel, bezeichnet „1736“, Erdgeschossumbau von Paulus Müller, 1868; Teil des Ensembles Altstadt | D-5-63-000-353 Wikidata  | Ehemaliges Gasthaus „Zur Sonnenblume“             |
| Gustavstraße 40 (Standort)        | Wohnhaus mit Gaststätte                           | Zweigeschossiger traufseitiger Steilsatteldachbau mit Fachwerkobergeschoss, verschieferter Giebelfront und Neurenaissance-Gauben, Mitte 17. Jahrhundert, Gauben 1876; Teil des Ensembles Altstadt | D-5-63-000-354 Wikidata  | Wohnhaus mit Gaststätte                           |
| Gustavstraße 42 (Standort)        | Ehemaliges Gasthaus Zur Krone                     | Dreigeschossiger Sandsteinquaderbau mit Mansardwalmdach, Dachgauben und verputzter östlicher Seitenfront, Mitte 18. Jahrhundert, Gauben 19. Jahrhundert; Teil des Ensembles Altstadt | D-5-63-000-355 Wikidata  | Ehemaliges Gasthaus Zur Krone                     |
| Gustavstraße 43 (Standort)        | Wohnhaus                                          | Viergeschossiger traufseitiger Satteldachbau mit Sandsteinerdgeschoss und verschieferten Fachwerkobergeschossen, 17./18. Jahrhundert, Aufstockung 1747, erneute Aufstockung 19. Jahrhundert; Teil des Ensembles Altstadt | D-5-63-000-356 Wikidata  | Wohnhaus                                          |
| Gustavstraße 44 (Standort)        | Wohnhaus                                          | Zweigeschossiger traufseitiger Sandsteinquaderbau mit Satteldach und Korbbogentor, 1708 Im Hof hinter Nr. 46 Rückgebäude, zweigeschossiger Satteldachbau mit Zwerchhaus und aufgedoppelter Rautentür, an Nordseite zum Kirchenplatz verschieferter Giebel und Obergeschoss, bezeichnet „1762“; Teil des Ensembles Altstadt | D-5-63-000-357 Wikidata  | BW                                                |
| Gustavstraße 46 (Standort)        | Wohnhaus                                          | Zweigeschossiger, traufseitiger Sandsteinquaderbau mit Satteldach, Dachgauben und einfenstriger Fachwerkaufstockung am westlichen Ende, erste Hälfte 18. Jahrhundert, Dachgauben spätes 19. Jahrhundert; Teil des Ensembles Altstadt | D-5-63-000-358 Wikidata  | BW                                                |
| Gustavstraße 47 (Standort)        | Ehemalige Wirtschaft Zum Ofenloch                 | Zweigeschossiger verputzter Satteldachbau mit Zwerchhäusern in Hoflage, 17./18. Jahrhundert, Innenumbauten von Peringer und Rogler, Dachumbauten von Bräutigam und Wiessner, sämtlich 1909; Teil des Ensembles Altstadt | D-5-63-000-1588 Wikidata | BW                                                |
| Gustavstraße 48/50 (Standort)     | Wohnhaus in Ecklage                               | Dreigeschossiger giebelständiger Satteldachbau mit verschieferten Fachwerkobergeschossen und Straßengiebel, seitlichem Walmdachzwerchhaus, östlich anschließendem traufseitigem Anbau mit Mansarddach und gusseisernem Neurenaissance-Ladenstock, zweite Hälfte 17. Jahrhundert/um 1700, Anbau Mitte 18. Jahrhundert, Ladenstock Ende 19. Jahrhundert; Teil des Ensembles Altstadt | D-5-63-000-359 Wikidata  | Wohnhaus in Ecklage                               |
| Gustavstraße 49 (Standort)        | Wohnhaus mit ehemaliger Schmiede                  | Schmaler, dreigeschossiger und traufseitiger Frackdachbau in Hoflage mit Sandsteinerdgeschoss, zum Teil verschieferten Fachwerkobergeschossen und holzverschaltem Anbau mit Treppe an südlicher Giebelseite, rückseitig viergeschossig, 18. Jahrhundert, Anbau mit Treppe 19. Jahrhundert; Teil des Ensembles Altstadt | D-5-63-000-1589 Wikidata | Wohnhaus mit ehemaliger Schmiede                  |
| Gustavstraße 51/53a/53 (Standort) | Wohnhaus                                          | Dreigeschossiger, traufseitiger und verputzter Fachwerkbau mit Satteldach und Zwerchgiebel, 18. Jahrhundert Rückseitig anschließend Wohnhaus, zweigeschossiger, traufseitiger Putzbau mit Satteldach und zwei Walmdachzwerchhäusern, 18. Jahrhundert Wohl ehemaliges Ökonomiegebäude, jetzt Wohnhaus, erdgeschossiger traufseitiger Sandsteinbau mit Satteldach, 18./19. Jahrhundert; Teil des Ensembles Altstadt | D-5-63-000-360 Wikidata  | Wohnhaus                                          |
| Gustavstraße 52 (Standort)        | Wohnhaus                                          | Schmaler dreigeschossiger Fachwerkbau mit Satteldach, verschieferten Obergeschossen, Giebel und traufseitigem, zweigeschossigem Anbau, im Kern zweite Hälfte 17. Jahrhundert, Verschieferung zweite Hälfte 19. Jahrhundert; Teil des Ensembles Altstadt | D-5-63-000-1689 Wikidata | Wohnhaus                                          |
| Gustavstraße 54 (Standort)        | Wohnhaus in Ecklage                               | Viergeschossiger Putzbau mit Walmdach und Eckerker mit Eisenbalkon und reichem barockisierendem Stuckdekor, im Kern wohl 18. Jahrhundert, Fassadendekor um 1900 Rückgebäude, erdgeschossiger Fachwerkbau mit Satteldach, 18./19. Jahrhundert; Teil des Ensembles Altstadt | D-5-63-000-361 Wikidata  | weitere Bilder                                    |
| Gustavstraße 55 (Standort)        | Wohnhaus                                          | Dreiseitig freistehender, zweigeschossiger und verputzter Traufseitbau mit Satteldach und Giebelzwerchhaus, wohl drittes Viertel 18. Jahrhundert Rückseitig anschließend Rückgebäude, erdgeschossiger Putzbau mit Mansarddach, wohl 19. Jahrhundert; Teil des Ensembles Altstadt | D-5-63-000-362 Wikidata  | weitere Bilder                                    |
| Gustavstraße 56 (Standort)        | Wohnhaus                                          | Zweigeschossiger, giebelständiger Sandsteinquaderbau mit verschiefertem Fachwerkgiebel mit Aufzugsdächlein, zweigeschossigem, traufseitigem Anbau mit Mansarddach, verschiefertem Walmdachzwerchhaus und gusseisernen Ladenfronten im Erdgeschoss, 17./18. Jahrhundert, traufseitiger Anbau Mitte oder zweite Hälfte 18. Jahrhundert, Neurenaissance-Ladenfronten Ende 19. Jahrhundert Rückgebäude, abgewinkelter, zweigeschossiger und teilweise verputzter Sandsteinbau mit Satteldach und Fachwerkfront zum Kirchenplatz, 19. Jahrhundert; Teil des Ensembles Altstadt | D-5-63-000-363 Wikidata  | weitere Bilder                                    |
| Gustavstraße 58 (Standort)        | Ehemaliges Gasthaus in Ecklage                    | Dreigeschossiger Satteldachbau, traufseitig mit verschiefertem Fachwerkobergeschoss über massivem Sandsteinerdgeschoss und zweigeschossigem Anbau, giebelseitig mit frühklassizistischer Sandsteinfassade mit eckigen Voluten am Schweifgiebel, 1737, Sandsteinfassade um 1800 Rückgebäude, zweigeschossiger Backsteinbau mit Mansarddach, von Georg Kißkalt, 1886; Teil des Ensembles Altstadt | D-5-63-000-364 Wikidata  | weitere Bilder                                    |
| Gustavstraße 61 (Standort)        | Gaststätte Zum Alten Rentamt                      | Zweigeschossiger giebelständiger Sandsteinquaderbau mit Fachwerkgiebel, Aufzugsdächlein und traufseitigem Fachwerkzwerchhaus, bezeichnet „1724“ Rückgebäude, wohl ehemaliges Ökonomiegebäude, zweigeschossiger traufseitiger Sandsteinbau mit Satteldach, 18./19. Jahrhundert; Teil des Ensembles Altstadt. Gründungsort der SpVgg Fürth. | D-5-63-000-365 Wikidata  | weitere Bilder                                    |
| Gustavstraße 65 (Standort)        | Ehemaliges bambergisch-dompropsteiliches Amtshaus | Dreigeschossiger, traufseitiger und verputzter Massivbau mit Satteldach, zwei Giebelzwerchhäusern, aufgedoppelter Korbbogentür mit Oberlichtgitter, geohrten Sandsteinfensterrahmungen und Giebel zum Marktplatz, 1681/82, Umbauten von Eckart und Zeitler, 1803–06, Erdgeschossumbau von Peringer und Rogler, 1907; Teil des Ensembles Altstadt | D-5-63-000-366 Wikidata  | Ehemaliges bambergisch-dompropsteiliches Amtshaus |

## Gutenbergstraße
| Lage                          | Objekt    | Beschreibung | Akten-Nr.                | Bild      |
| ----------------------------- | --------- | --- | ------------------------ | --------- |
| Gutenbergstraße 18 (Standort) | Mietshaus | Dreigeschossiger Mansarddachbau mit Sandsteinfassade, Neurenaissance, von Carl Frank, 1904; bauliche Gruppe mit Gutenbergstraße 20/22/26                                         | D-5-63-000-367 Wikidata  | Mietshaus |
| Gutenbergstraße 20 (Standort) | Mietshaus | Dreigeschossiger Mansarddachbau mit Sandsteinfassade und ausgebautem Fachwerk-Dachgeschoss, Neurenaissance, von Fritz Walter, 1902; bauliche Gruppe mit Gutenbergstraße 18/22/26 | D-5-63-000-1829 Wikidata | Mietshaus |
| Gutenbergstraße 22 (Standort) | Mietshaus | Dreigeschossiger Mansarddachbau mit Sandsteinfassade, Neurenaissance, von Carl Frank, 1902/03; bauliche Gruppe mit Gutenbergstraße 18/20/26                                      | D-5-63-000-1830 Wikidata | Mietshaus |
| Gutenbergstraße 25 (Standort) | Mietshaus | Dreigeschossiger Mansarddachbau mit Sandsteinfassade, historisierend, von Bräutigam und Wiessner und Hans Horneber, 1903                                                         | D-5-63-000-368 Wikidata  | Mietshaus |
| Gutenbergstraße 26 (Standort) | Mietshaus | Dreigeschossiger Mansarddachbau mit Sandsteinfassade, Neurenaissance, von Max Ebert, um 1903; bauliche Gruppe mit Gutenbergstraße 18/20/22                                       | D-5-63-000-369 Wikidata  | Mietshaus |

## Ehemalige Baudenkmäler
In diesem Abschnitt sind Objekte aufgeführt, die früher einmal in der Denkmalliste eingetragen waren, jetzt aber nicht mehr. Objekte, die in anderem Zusammenhang also z. B. als Teil eines Baudenkmals weiter eingetragen sind, sollen hier nicht aufgeführt werden. Aktennummern in diesem Abschnitt sind ehemalige, jetzt nicht mehr gültige Aktennummern.

| Lage                      | Objekt     | Beschreibung                                                                               | Akten-Nr.               | Bild       |
| ------------------------- | ---------- | ------------------------------------------------------------------------------------------ | ----------------------- | ---------- |
| Gustavstraße 6 (Standort) | Zwerchhaus | Neurenaissance-Zwerchhaus allegorischer Bronzestatuette, 1891; Teil des Ensembles Altstadt | D-5-63-000-329 Wikidata | Zwerchhaus |